# John David North
John David North (* 19. Mai 1934 in Cheltenham; † 31. Oktober 2008) war ein britischer Wissenschaftshistoriker.

## Leben und Werk
North wuchs in Yorkshire auf und studierte Mathematik und später Philosophie, Politik und Wirtschaftswissenschaften an der Universität Oxford (Merton College). Er war dann zunächst Lehrer, erwarb aber außerdem externe Abschlüsse in Mathematik, Physik und Astronomie an der Universität London. Er unterrichtete Physik an der Magdalene College School in Oxford und forschte 1963 bis 1968 an der Universität Oxford mit einem Nuffield Foundation Stipendium in Wissenschaftsgeschichte. Er war ab 1968 Bibliothekar und Kurator (Assistant Curator) am Museum of the History of Science in Oxford. Gleichzeitig hielt er an der Universität Oxford Kurse über Wissenschaftsgeschichte zusammen mit seinem Mentor und Freund Alistair Cameron Crombie ab. 1977 wurde er Professor für Wissenschafts- und Philosophiegeschichte an der Universität Groningen, wo er bis zu seiner Emeritierung 1999 blieb. Er war unter anderem Gastprofessor an der Johann-Wolfgang-Goethe-Universität Frankfurt am Main, der Universität Aarhus, der Yale University, der University of Minnesota und der University of Texas at Austin. 2003 bis zu seinem Tod war er Senior Research Associate am Museum of the History of Science in Oxford. Er starb an einer 2005 diagnostizierten Krebserkrankung.
North wurde durch ein Buch über die Geschichte der Kosmologie bekannt, das 1965 zuerst erschien (The Measure of the universe) und aus seiner Doktorarbeit entstand. Weiter gab er die Schriften von Richard von Wallingford heraus und schrieb dessen Biographie. 1965 hatte er in der Bodleian Library einen Entwurf einer sehr genau gehenden Uhr von Wallingford entdeckt und als Kurator am Wissenschaftsmuseum in Oxford wurde er einer der führenden internationalen Experten für wissenschaftliche Instrumente des Mittelalters. Er schrieb auch Bücher über Stonehenge (worin er die Anlage als Beobachtungsstätte der Wintersonnenwende interpretierte), eine Astronomiegeschichte, über historische Horoskope, das astronomische Weltbild von Geoffrey Chaucer und über das Botschafter-Gemälde von Holbein in der National Gallery. Hinweise in dem Gemälde deuteten nach North auf ein exaktes Datum (16 Uhr am Karfreitag den 11. April 1533), genau 1500 Jahre nach der Kreuzigung Jesu, auf die nach North in einem kleinen Kruzifix im Gemälde hingewiesen werde.
North war Mitglied der Königlich Niederländischen Akademie der Wissenschaften, der Königlich Dänischen Akademie der Wissenschaften, der Leopoldina und seit 1992 Fellow der British Academy. Er war Sekretär der Académie Internationale d’Histoire des Sciences (von 1983 bis zu seinem Tod als Honorary Permanent Secretary). 1989 erhielt er die Koyré-Medaille.
Er war seit 1957 mit Marion Pizzey verheiratet und hatte einen Sohn und zwei Töchter.

## Schriften
- The Measure of the Universe: a History of Modern Cosmology, Oxford, Clarendon Press 1965, Dover 1990
- Viewegs Geschichte der Astronomie und Kosmologie, Vieweg 1997 (englisches Original: Cosmos, a revision and expansion of his Fontana History of Astronomy and Cosmology, 1994).
- Cosmos – An Illustrated History of Astronomy and Cosmology, University of Chicago Press 2008 (überarbeitete Neuauflage der Fontana History of Astronomy and Cosmology)
- The universal frame. Historical essays in astronomy, natural philosophy and scientific method, Hambledon Press 1989
- Horoscopes and History, Warburg Institute Surveys and Texts Band 13, 1968
- Richard Wallingford: an edition of his writings, 3 Bände, Oxford University Press 1976
- Chaucer’s Universe, Oxford, Clarendon Press 1988
- Stonehenge: Neolithic man and the cosmos, Harper and Collins 1996
- The Ambassadors’ Secret: Holbein and the world of the Renaissance, Hambledon Press 2002
- God’s Clockmaker: Richard of Wallingford and the invention of time, Hambledon Continuum 2006
- Isaac Newton, Oxford University Press 1967
- Herausgeber mit J. Roche: The light of nature: essays in the history and philosophy of science. Presented to Alistair Cameron Crombie. Dordrecht, Nijhoff 1985